# Joița
Joița est une commune roumaine située dans le județ de Giurgiu.